# Tihava (tvrz)
Tvrziště s kaplí svatého Jana Nepomuckého v Tihavě u Kotopek v okrese Beroun je pozůstatkem středověké tvrze, na jejímž místě byla postavena malá kaple zasvěcená svatému Janu Nepomuckému. Areál tvrziště je chráněn jako kulturní památka.

## Historie
V Tihavě stávaly původně dvě tvrze. V jižní části vesnice se v místě zvaném Na Baště dochovalo tvrziště starší z nich. O této tvrzi neznáme žádné písemné zprávy, ale patrně byla sídlem Mareše z Tihavy připomínaným v roce 1393. Jeho nástupcem byl snad Jan z Tihavy, který po svém strýci zdědil majetek v Kotopecích. Zemřel nejpozději v roce 1416 a jeho kotopecký majetek získala vdova Dorota.
Na počátku patnáctého století došlo k rozdělení vesnice mezi dva vladyky, kteří oba používali přídomek „z Tihavy“. Prvním příslušníkem druhého rodu byl Drslav z Tihavy uvedený v roce 1406 jako služebník Zdeňka z Chajna, po němž zdědil nějaký majetek v Kotopecích. Brzy poté zemřel, a vdova Alžběta se znovu provdala za Jindřicha Labutě ze Švamberka. Dalším držitelem byl Zdeněk z Koněprus, který někdy používal také přídomek z Tihavy, uváděný v letech 1454–1456 a poté v roce 1472. Někdy v té době jeho rod vymřel a majetek připadl jako odúmrť králi Vladislavovi II. Panovník jej přenechal Mikulášovi z Landštejna. Mladší tvrz tak ztratila svůj význam a časem zanikla. Na začátku šestnáctého století se Tihava stala částí hořovického panství.

## Stavební podoba
Tvrziště Na Baště tvoří vodní příkop s centrálním ostrůvkem, na kterém stojí kaple svatého Jana Nepomuckého. Šířka příkopu se pohybuje od osmi do šestnácti metrů. Jeho vnější stranu lemuje nepatrná vyvýšenina, která by mohla být zbytkem valu.
Druhá tvrz byla dosavadní literaturou považována za zcela zaniklou. Podle Augusta Sedláčka ještě ve druhé polovině devatenáctého století existovalo tvrziště v severní části vesnice poblíž tehdejšího mlýna. Mívalo čtverhranný půdorys obehnaný ze tří stran mělkým příkopem. Jeho pozůstatky byly v takovéto podobě patrné v zahradě západně za domem čp. 8. Část domu byla krátce před únorem 2023 zbořena a stavební suť a jiné trosky plochu tvrziště překryly.